# Anđela Janjušević
Anđela Janjušević (født 15. Juni 1995 i Beograd) er en serbisk håndboldspiller som spiller i CS Rapid București og Serbiens håndboldlandshold.